# J. K. Simmons
Jonathan Kimble »J. K.« Simmons, ameriški filmski in televizijski igralec, * 9. januar 1955 Michigan, ZDA.
Njegove najbolj znane vloge so Emil Skod v Zakon in red, J. Jonah Jameson v Spider-Man 1, Spider-Man 2, Spider-Man 3 ter v Spider-Man: Daleč od doma in Spider-Man: Ni poti domov, Mac MacGruff v Juno, Terence Fletcher v Ritem norosti in komisar Gordon v Liga pravičnih. 
Za vlogo v filmu Ritem norosti je prejel zlati globus in oskarja. Leta 2022 je bil nominiran za še enega oskarja za vlogo Williama Frawleyja v Lucy in Desi.